# Гікау
Гікау (нім. Giekau) — громада в Німеччині, розташована в землі Шлезвіг-Гольштейн. Входить до складу району Плен. Складова частина об'єднання громад Лютьєнбург.
Площа — 32,8 км2. Населення становить 1028 ос. (станом на 31 грудня 2020).